# 순천공업고등학교
순천공업고등학교(順天工業高等學校)는 대한민국 전라남도 순천시 조례동에 있는 공립 고등학교이다.

## 학교 연혁
- 1946년 10월 31일 : 순천사범학교 설립 허가
- 1962년 3월 7일 : 순천실업고등학교로 개편
- 1967년 10월 5일 : 순천공업고등학교로 개편 (기계과, 자동차과, 전기과, 화공과, 토목과, 건축과 6개과)
- 1974년 2월 14일 : 야간부 모집 허가(건축과, 전기과 각 2학급. 화공과 1학급)
- 1991년 1월 19일 : 자동차과 1학급 증설인가, 자동차과 직업교육 과정 2학급 설치
- 1995년 3월 1일 : 야간부 폐지
- 1996년 4월 8일 : 자동차과 및 금속과 공동 실습소 개소
- 2003년 2월 28일 : 자동차과 직업교육과정반 폐지
- 2007년 6월 22일 : 산업자원부 특성화 전문계고 선정
- 2009년 3월 1일 : 기업-공고 연구학교 운영(2009년~2010년)
- 2011년 7월 20일 : 전라남도교육청 지원형 특성화고등학교 지정
- 2024년 1월 10일 : 제54회 졸업생 231명 (총 29,118명)
- 2024년 3월 11일 : 제20대 고재성 교장 부임

## 설치 학과
- 기계과
- 전기과
- 자동차과
- 토목과
- 건축과
- 화공과

## 참고 자료
- 순천공업고등학교 - 한국교육학술정보원 학교알리미